# Nagatoro
Nagatoro (長瀞町 Nagatoro-machi?) es un pueblo en la prefectura de Saitama, Japón, localizado en el centro-este de la isla de Honshū, en la región de Kantō. El 1 de marzo de 2021 tenía una población estimada de 6643 habitantes y una densidad de población de 218 personas por km².

## Geografía
Nagatoro está localizado en las montañas del oeste de la prefectura de Saitama, en la parte alta del río Arakawa. Limita con las ciudad de Honjō y con los pueblos de Misato, Yorii y Minano.

## Demografía
Según los datos del censo japonés, la población de Nagatoro ha disminuido lentamente en los últimos 30 años.
| Gráfica de evolución demográfica de Nagatoro entre 1945 y 2015 |
|                                                                |
| Oficina de Estadística de Japón                                |